# Yūki kassen ekotoba
Le Yūki kassen ekotoba (結城合戦絵詞) est un emaki japonais large de 28,8 cm et long de 378,20 cm, datant du XVe siècle (époque de Muromachi). Il contient à la fois le texte et les illustrations décrivant le seppuku d'Ashikaga Mochiuji et la rébellion de Yūki Ujitomo contre le shogun Yoshinori Ashikaga (Yūki kassen, « bataille de Yūki »). Le rouleau est classé bien culturel important du Japon.

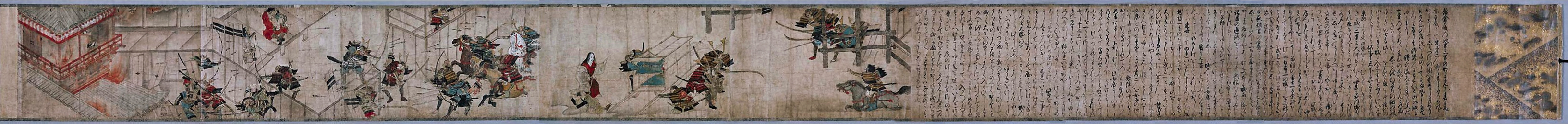
Le Yūki kassen ekotoba.